# Deutsche Leichtathletik-Meisterschaften 1971
Die 71. Deutschen Leichtathletik-Meisterschaften wurden vom 9. bis zum 11. Juli 1971 im Stuttgarter Neckarstadion ausgetragen.

## Ausgelagerte Disziplinen
Wie in den Jahren zuvor wurden weitere Meisterschaftstitel an verschiedenen anderen Orten vergeben, in der folgenden Auflistung in chronologischer Reihenfolge benannt.
- Waldläufe – Pfungstadt, 25. April mit Einzel- / Mannschaftswertungen für Frauen und Männer auf jeweils zwei Streckenlängen (Mittel- / Langstrecke)
- Zehnkampf (Männer) – Bonn, 3./4. Juli mit Einzel- und Mannschaftswertung
- 20-km-Gehen (Männer) – Salzgitter, 4. Juli mit Einzel- und Mannschaftswertungen
- Marathonlauf (Männer) – Achern, 10. Juli mit Einzel- / Mannschaftswertung[2]
- 50-km-Gehen (Männer) – Achern-Önsbach, 11. Juli mit jeweils Einzel- und Mannschaftswertungen
- Fünfkampf (Frauen) – Osnabrück-Gretesch, 17./18. Juli mit Einzel- und Mannschaftswertung
- Fünfkampf (Männer) sowie Langstaffeln, Frauen: 3 × 800 m / Männer: 4 × 800 m und 4 × 1500 m – Hannover, 25./26. September

## Sportliche Leistungen
Michael Sauer gewann in diesem Jahr den letzten seiner neun in Folge errungenen Meistertitel im Dreisprung seit 1963.

### Rekorde
Es wurde ein Weltrekord (WR) aufgestellt und außerdem gab es vier weitere egalisierte oder neue bundesdeutsche Rekorde (BR).
- Weltrekord:
  - 800-Meter-Lauf: 1:58,5 min – Hildegard Falck (VfL Wolfsburg).
Sie war mit dieser Zeit die erste Frau, die auf dieser Strecke unter zwei Minuten blieb.[3]
- Bundesdeutsche Rekorde
  - 100-Meter-Lauf: 11,2 s (Egalisierung) – Elfgard Schittenhelm (OSC Berlin), deutsche Meisterin
  - 100-Meter-Lauf: 11,2 s (Egalisierung) – Ingrid Mickler-Becker (USC Mainz), deutsche Vizemeisterin
  - 200-Meter-Lauf: 23,1 s (Egalisierung) – Rita Wilden (TuS 04 Leverkusen)
  - Hochsprung: 1,83 m (Verbesserung) – Renate Gärtner (SG Schlüchtern)

## Medaillengewinner Männer
Die folgenden Übersichten fassen die Medaillengewinner und -gewinnerinnen zusammen. Eine ausführlichere Übersicht mit den jeweils ersten sechs in den einzelnen Disziplinen findet sich unter dem Link Deutsche Leichtathletik-Meisterschaften 1971/Resultate.
| Disziplin                                   | Gold                                                                                           | Leistung             | Silber                                                                                  | Leistung              | Bronze                                                                    | Leistung               |
| ------------------------------------------- | ---------------------------------------------------------------------------------------------- | -------------------- | --------------------------------------------------------------------------------------- | --------------------- | ------------------------------------------------------------------------- | ---------------------- |
| 100 m                                       | Karlheinz Klotz (TV Neureut-Süd)                                                               | 10,1 s00             | Gerhard Wucherer (USC Mainz)                                                            | 10,2 s00              | Eckart Brieger (Eintracht Frankfurt)                                      | 10,3 s00               |
| 200 m                                       | Karlheinz Klotz (TV Neureut-Süd)                                                               | 20,5 s00             | Franz-Peter Hofmeister (Jugend 07 Bergheim)                                             | 20,5 s00              | Karl Honz (VfB Stuttgart)                                                 | 20,8 s00               |
| 400 m                                       | Hermann Köhler (TV Wattenscheid 01)                                                            | 45,8 s00             | Martin Jellinghaus (TSV Bayer 04 Leverkusen)                                            | 46,1 s00              | Thomas Jordan (TSV Bayer 04 Leverkusen)                                   | 46,2 s00               |
| 800 m                                       | Franz-Josef Kemper (LG Ratio Münster)                                                          | 1:47,5 min           | Jens-Bodo Fried (OSC Berlin)                                                            | 1:47,7 min            | Paul-Heinz Wellmann (TV 1885 Haiger)                                      | 1:48,0 min             |
| 1500 m                                      | Bodo Tümmler (SCC Berlin)                                                                      | 3:42,3 min           | Thomas Wessinghage (USC Mainz)                                                          | 3:42,8 min            | Heinz Mörtl (LAC Quelle Fürth)                                            | 3:43,2 min             |
| 5000 m                                      | Harald Norpoth (LG Ratio Münster)                                                              | 13:53,0 min          | Werner Girke (VfL Wolfsburg)                                                            | 14:03,2 min           | Ulrich Brugger (Stuttgarter Kickers)                                      | 14:04,2 min            |
| 10.000 m                                    | Jens Wollenberg (TSV Bayer 04 Leverkusen)                                                      | 29:59,6 min          | Günter Mielke (ASV Köln)                                                                | 30:17,4 min           | Joachim Ließ (TV Wattenscheid 01)                                         | 30:21,2 min            |
| Marathon                                    | Lutz Philipp (ASC Darmstadt)                                                                   | 2:24:31,8 h00        | Manfred Steffny (LG Bayer 04 Leverkusen)                                                | 2:27:27,4 h00         | Hans Hellbach (ASC Darmstadt)                                             | 2:31:57,4 h00          |
| Marathon, Mannschaftswertung                | ASC DarmstadtLutz Philipp Hans Hellbach Walter Weba                                            | 7:30:36 h000         | Karlsruher SCClemens Schneider-Strittmatter Reinhold Russ Henning Krogmeier             | 8:14:52 h000          | Preussen KrefeldHermann Tonnemann Jürgen Bergmann Oswald Charnietzki      | 8:20:20 h000           |
| 110 m Hürden                                | Manfred Schumann (TSV Bayer 04 Leverkusen)                                                     | 13,9 s00             | Günther Nickel (TSV Bayer 04 Leverkusen)                                                | 14,0 s00              | Werner Trzmiel (ASC Darmstadt)                                            | 14,1 s00               |
| 400 m Hürden                                | Dieter Büttner (TSV Bayer 04 Leverkusen)                                                       | 49,6 s00             | Dieter Friedrich (Hannover 96)                                                          | 50,6 s00              | Hubert Schwan (LG PSV/WSV Wuppertal)                                      | 51,0 s00               |
| 3000 m Hindernis                            | Jürgen May (LG Kreis Hanau)                                                                    | 8:32,4 min           | Willi Wagner (TV Wattenscheid 01)                                                       | 8:35,2 min            | Hans-Dieter Schulten (TV Wattenscheid 01)                                 | 8:35,8 min             |
| 4 × 100 m Staffel                           | USC MainzManfred Letzelter Gert Metz Gerhard Wucherer Günther Rudolph                          | 39,7 s00             | TSV Bayer 04 LeverkusenManfred Schumann Martin Jellinghaus Manfred Ommer Günther Nickel | 39,8 s00              | LG FrankfurtSchmitt Gerold Hein Heino Dörr Heinz Rienecker                | 40,2 s00               |
| 4 × 400 m Staffel                           | LC BonnKlaus Skrzipek Helmut Wilden Gerhard Fischer Wolfgang Fischer                           | 3:09,8 min           | LG KasselGraf Wagner Karl-Heinz Barchfeld Spaich                                        | 3:10,3 min            | TSV Bayer 04 LeverkusenRoeber Bernd Herrmann Ulrich Reich Roland Roßmeißl | 3:10,5 min             |
| 4 × 800 m Staffel                           | TSV Bayer 04 LeverkusenFranz-Josef Becker Raimund Kastner Wolfgang Strittmatter Joachim Strauß | 7:28,4 min           | SCC BerlinHarald Neugebauer Clasen Nawrath Bodo Tümmler                                 | 7:28,8 min            | LG Ganter FreiburgKlaus Gernot Schoch Allmer Paul                         | 7:29,8 min             |
| 4 × 1500 m Staffel                          | LAC Quelle FürthLudwig-Mario Niedermeier Anton Adam Heinz Mörtl Karl-Heinz Schirmeier          | 15:33,4 min          | Hamburger SVWolfram Schmitz Frank Sonntag Dieter Lange Erk Maasch                       | 15:40,4 min           | VfL WolfsburgRolf Burscheid Alfons Ida Norbert Baier Werner Girke         | 15:42,0 min            |
| 20 km Gehen                                 | Wilfried Wesch (Eintracht Frankfurt)                                                           | 1:33:11,8 h00        | Bernhard Nermerich (Eintracht Frankfurt)                                                | 1:33:36,4 h00         | Bernd Kannenberg (LAC Quelle Fürth)                                       | 1:35:11,0 h00          |
| 20 km Gehen, Mannschaftswertung             | Eintracht FrankfurtWilfried Wesch Bernhard Nermerich Horst-Rüdiger Magnor                      | 4:44:21,2 h00        | LAC Quelle FürthBernd Kannenberg Herbert Meier Alwin Reng                               | 4:51:55,0 h00         | LG SalzgitterGerhard Weidner Gerd Schuth Karl-Heinz Pape                  | 4:53:01,0 h00          |
| 50 km Gehen                                 | Bernhard Nermerich (Eintracht Frankfurt)                                                       | 4:05:39,6 h00        | Herbert Meier (LAC Quelle Fürth)                                                        | 4:15:51,4 h00         | Bernd Kannenberg (LAC Quelle Fürth)                                       | 4:20:11,6 h00          |
| 50 km Gehen, Mannschaftswertung             | LAC Quelle FürthHerbert Meier Bernd Kannenberg Alwin Reng                                      | 13:04:43,4 h00       | Eintracht FrankfurtBernhard Nermerich Horst-Rüdiger Magnor Peter Schuster               | 13:22:12,0 h00        | LG SalzgitterGerhard Weidner Gerd Schuth Werner Hupfeld                   | 14:01:59,0 h00         |
| Hochsprung                                  | Gunther Spielvogel (TSV Bayer 04 Leverkusen)                                                   | 2,17 m               | Lothar Doster (SV Salamander Kornwestheim)                                              | 2,17 m                | Hermann Magerl (TSV 1860 München)                                         | 2,17 m                 |
| Stabhochsprung                              | Hans-Jürgen Ziegler (KSV Hessen Kassel)                                                        | 5,10 m               | Bernd Heller (USC Mainz)                                                                | 5,00 m                | Frank Kornatz (LBV Phönix Lübeck)                                         | 5,00 m                 |
| Weitsprung                                  | Hans Baumgartner (TV Heppenheim)                                                               | 8,02 m               | Josef Schwarz (TSV 1860 München)                                                        | 7,95 m                | Hans Pfister (1. FC Nürnberg)                                             | 7,77 m                 |
| Dreisprung                                  | Michael Sauer (USC Mainz)                                                                      | 16,64 m              | Joachim Kugler (USC Mainz)                                                              | 16,24 m               | Richard Kick (TSV 1860 München)                                           | 16,14 m                |
| Kugelstoßen                                 | Heinfried Birlenbach (LG Siegen)                                                               | 19,59 m              | Hans-Dieter Möser (ASC Darmstadt)                                                       | 19,24 m               | Ralf Reichenbach (OSC Berlin)                                             | 18,96 m                |
| Diskuswurf                                  | Klaus-Peter Hennig (TSV Bayer 04 Leverkusen)                                                   | 61,32 m              | Dirk Wippermann (Rot-Weiß Oberhausen)                                                   | 60,68 m               | Hein-Direck Neu (TSV Bayer 04 Leverkusen)                                 | 57,46 m                |
| Hammerwurf                                  | Uwe Beyer (USC Mainz)                                                                          | 72,58 m              | Walter Schmidt (ASC Darmstadt)                                                          | 71,86 m               | Lutz Caspers (Rot-Weiß Oberhausen)                                        | 70,50 m                |
| Speerwurf                                   | Klaus Wolfermann (SV Gendorf)                                                                  | 84,50 m              | Hermann Schlechter (USC Heidelberg)                                                     | 80,04 m               | Gerd Simonsen (LG Offenburg)                                              | 78,50 m                |
| Fünfkampf, 1965er W. 2. Zeile: 1985er Wert. | Kurt Bendlin (LC Bonn)                                                                         | 3852 P (4041 P)      | Engelbert Pöß (SV Salamander Kornwestheim)                                              | 3556 P (3670 P)       | Axel Jelten (SV Saar 05 Saarbrücken)                                      | 3451 P (3597 P)        |
| Fünfkampf, Mannschaftswertung               | SV Salamander KornwestheimEngelbert Pöß Horst Kley Wolfgang Seeger                             | 9875 P               | Holstein KielVogt Kock Hausmann                                                         | 9483 P                | LC BonnKurt Bendlin Gerd Winkler Ingo Willenborg                          | 9204 P                 |
| Zehnkampf, 1965er W. 2. Zeile: 1985er Wert. | Kurt Bendlin (LC Bonn)                                                                         | 8244 P (8198 P)      | Hans-Joachim Walde (USC Mainz)                                                          | 8122 P (5015 P)       | Heinz-Ulrich Schulze (Grün-Weiß Flüren)                                   | 8043 P (7901 P)        |
| Zehnkampf, Mannschaftswertung               | TSV Bayer 04 LeverkusenBernd Knut Stamm Axel Schiprowski                                       | 21.164 P             | LG BraunschweigHenning Oelschlägel Ulrich Ammerpohl Reichel                             | 21.072 P              | TSV WedelThieße Fett Höft                                                 | 20.444 P               |
| Waldlauf Mittelstrecke – 4,4 km             | Harald Norpoth (LG Ratio Münster)                                                              | 12:07,2 min          | Werner Girke (VfL Wolfsburg)                                                            | 12:17,2 min           | Heinz Mörtl (LAC Quelle Fürth)                                            | 12:19,2 min            |
| Waldlauf Mittelstrecke, Mannschaftswertung  | LAC Quelle FürthHeinz Mörtl Karl-Heinz Betz Karl-Heinz Schirmeier                              | 23 P (Plätze 3/9/11) | LG Ratio MünsterHarald Norpoth Norbert Kepp Manfred Arntz                               | 28 P (Plätze 1/10/17) | Hamburger SVErk Maasch Frank Sonntag Daduda                               | 33 P (Plätze 6/7/20)   |
| Waldlauf Langstrecke – 12,3 km              | Lutz Philipp (ASC Darmstadt)                                                                   | 36:19,6 min          | Jens Wollenberg (TSV Bayer 04 Leverkusen)                                               | 36:37,6 min           | Hans-Dieter Schulten (TV Wattenscheid 01)                                 | 36:45,0 min            |
| Waldlauf Langstrecke, Mannschaftswertung    | ASC Darmstadt 1Lutz Philipp Ari Vuorenmaa Claus-Peter Hälsig                                   | 21 P (Plätze 1/9/11) | TV Wattenscheid 01Hans-Dieter Schulten Wolfgang Falke Ernst Vogelsang                   | 38 P (Plätze 3/11/24) | ASC Darmstadt 2Helmut Jesberg Hans Hellbach Till Lufft                    | 42 P (Plätze 13/14/15) |

## Medaillengewinnerinnen Frauen
| Disziplin                                   | Gold                                                                                       | Leistung             | Silber                                                                       | Leistung                 | Bronze                                                                 | Leistung              |
| ------------------------------------------- | ------------------------------------------------------------------------------------------ | -------------------- | ---------------------------------------------------------------------------- | ------------------------ | ---------------------------------------------------------------------- | --------------------- |
| 100 m                                       | Elfgard Schittenhelm geb. Weismann (OSC Berlin)                                            | 11,2 s BRe00         | Ingrid Mickler-Becker (USC Mainz)                                            | 11,2 s BRe               | Heide Rosendahl (TuS 04 Leverkusen)                                    | 11,3 s00              |
| 200 m                                       | Rita Wilden geb. Jahn (TuS 04 Leverkusen)                                                  | 23,1 s BRe00         | Annegret Kroniger (LG USC Bochum)                                            | 23,2 s0000               | Inge Helten (SG DJK Boullo Andernach)                                  | 23,7 s00              |
| 400 m                                       | Inge Bödding geb. Eckhoff (LG Nordwest-Hamburg)                                            | 52,9 s000000         | Christel Frese (ASV Köln)                                                    | 53,6 s0000               | Anette Rückes (TuS Rot-Weiß Koblenz)                                   | 54,0 s00              |
| 800 m                                       | Hildegard Falck geb. Janze (VfL Wolfsburg)                                                 | 1:58,5 min WR        | Gisela Ellenberger (TuS 04 Leverkusen)                                       | 2:02,4 min00             | Sylvia Schenk (ESV Jahn Treysa)                                        | 2:03,9 min            |
| 1500 m                                      | Ellen Tittel (TuS 04 Leverkusen)                                                           | 4:16,7 min000        | Christa Merten geb. Basche (TSV Bayer 04 Leverkusen)                         | 4:17,3 min00             | Gerda Ranz geb. Klöpfer (TV Erkheim)                                   | 4:20,2 min            |
| 100 m Hürden                                | Margit Bach (TSV Bayer 04 Leverkusen)                                                      | 13,3 s000000         | Heide Rosendahl (TuS 04 Leverkusen)                                          | 13,3 s0000               | Gudrun Gülck (Hamburger SV)                                            | 13,6 s00              |
| 4 × 100 m Staffel                           | TuS 04 LeverkusenJutta Kahmeier Ursula Schruff Rita Wilden geb. Jahn Heide Rosendahl       | 44,5 s000000         | LC BonnElvira Possekel Annelie Wilden geb. Klum Brigitte Killius Jutta Heine | 45,3 s0000               | SG DJK Boullo AndernachUlla Witsch Inge Helten Marie-Luise Müller Weyk | 45,6 s00              |
| 3 × 800 m Staffel                           | VfL WolfsburgChrista Czekay geb. Elsler Marita Jeske geb. Kloth Hildegard Falck geb. Janze | 6:27,6 min000        | TuS 04 LeverkusenChristine Linz Gisela Ellenberger Ellen Tittel              | 6:28,8 min00             | LG Nordwest HamburgBirgit Barth Helga Fricke Inge Bödding geb. Eckhoff | 6:41,6 min            |
| Hochsprung                                  | Renate Gärtner (SG Schlüchtern)                                                            | 1,83 m BR            | Ulrike Meyfarth (LG Rhein-Ville)                                             | 1,80 m                   | Karen Mack (TSV 1860 München)                                          | 1,74 m                |
| Weitsprung                                  | Heide Rosendahl (TuS 04 Leverkusen)                                                        | 6,69 m000            | Ingrid Mickler-Becker (USC Mainz)                                            | 6,62 m                   | Christa Herzog (Hamburger SV)                                          | 6,60 m                |
| Kugelstoßen                                 | Marlene Fuchs geb. Klein (TSC Euskirchen)                                                  | 17,07 m000           | Brigitte Berendonk (USC Heidelberg)                                          | 16,70 m                  | Sigrun Kofink geb. Grabert (LG Tübingen)                               | 16,29 m               |
| Diskuswurf                                  | Brigitte Berendonk (USC Heidelberg)                                                        | 58,22 m000           | Liesel Westermann (TuS 04 Leverkusen)                                        | 56,34 m                  | Anne-Chatrine Rühlow geb. Lafrenz (Preußen Münster)                    | 52,88 m               |
| Speerwurf                                   | Anneliese Gerhards geb. Jansen (TuS 04 Leverkusen)                                         | 55,42 m000           | Almut Brömmel (TSV 1860 München)                                             | 53,34 m                  | Doris Müller (LG Unterwesterwald)                                      | 53,18 m               |
| Fünfkampf, 1969er W. 2. Zeile: 1981er Wert. | Heide Rosendahl (TuS 04 Leverkusen)                                                        | 5158 P (4495 P)      | Karen Mack (TSV 1860 München)                                                | 4869 P (4158 P)          | Margot Eppinger (TSV Neuhausen)                                        | 4809 P (4105 P)       |
| Fünfkampf, Mannschaftswertung               | ASC DarmstadtChristel Voß Helga Hardt Ingrid Liese                                         | 12.920 P             | Hamburger SVChrista Herzog Gudrun Gülck Weyer                                | 12.349 P                 | LG Nordwest HamburgSchwichtenberg Mattes Wurl                          | 12.112 P              |
| Waldlauf Mittelstrecke – 1,5 km             | Ellen Tittel (TuS 04 Leverkusen)                                                           | 4:09,0 min000        | Christa Merten geb. Basche (TSV Bayer 04 Leverkusen)                         | 4:14,6 min00             | Christel Frese (ASV Köln)                                              | 4:24,8 min            |
| Waldlauf Mittelstrecke, Mannschaftswertung  | ASV KölnChristel Frese Gertrud Theißen Rita Windbrake                                      | 19 P (Plätze 3/5/11) | TuS 04 LeverkusenEllen Tittel Gisela Ellenberger Christine Linz              | 3/5/11 P (Plätze 1/4/14) | Hamburger SVHaßler Beermann Germershausen                              | 38 P (Plätze 8/9/21)  |
| Waldlauf Langstrecke – 3,4 km               | Ellen Tittel (TuS 04 Leverkusen)                                                           | 11:16,4 min000       | Regine Schoch (Eintracht Frankfurt)                                          | 11:35,0 min00            | Hannelore Heyn (TSV Tempelhof Mariendorf)                              | 11:39,8 min           |
| Waldlauf Langstrecke, Mannschaftswertung    | Barmer TV 1846 Wuppertal 1Manuela Preuß Christa Kofferschläger ?                           | 23 P (Plätze 4/9/10) | Barmer TV 1846 Wuppertal 2Sigrun Schumacher Ingrid Adam Doris Schewe         | 47 P (Plätze 12/14/21)   | Eintracht FrankfurtRegine Schoch Weber Zidek                           | 48 P (Plätze 2/22/24) |

## Videolink
- Filmausschnitte u. a. von den Deutschen Leichtathletikmeisterschaften auf filmothek.bundesarchiv.de, Bereich: 10:51 min bis 13:24 min, abgerufen am 6. April 2021